# John Pratt
John Pratt (1657-1725) est un juge et homme politique anglais. Il est Lord juge en chef d'Angleterre et du pays de Galles du 15 mai 1718 au 2 mars 1725. Il est nommé chancelier de l'Échiquier par intérim du 2 février 1721 au 3 avril 1721.

## Biographie
Il est le fils de Richard Pratt de Standlake, Oxfordshire. Après s'être inscrit à Hertford College, le 14 mars 1672, il passe au Wadham College où il est étudiant en 1674 et Fellow en 1678. Il obtient son diplôme de BA en 1676 et entreprend sa maîtrise en 1679 .
Le 18 novembre 1675, il est admis au Inner Temple, où il est admis au barreau le 12 février 1682. Il comparait pour le compte de la Couronne devant la Chambre des lords dans l’affaire Sir John Fenwick, du 16 au 17 décembre 1696, et devant la Chambre des communes pour celle de la nouvelle East India Company à l’appui de la requête en faveur d’une charte des 14 juin et 1er juillet 1698. Il est fait sergent le 6 novembre 1700 et est entendu par un comité de la Chambre des communes en qualité de conseil du tribunal de l'échiquier contre un projet de loi visant à réduire les honoraires de ses officiers le 25 février 1706 .
Le 17 janvier 1710, il est désigné comme conseil de Henry Sacheverell avec Sir Simon Harcourt, mais refuse d'agir. Le 20 décembre 1711, il comparait devant la Chambre des lords pour défendre le brevet conférant un duché anglais à James Hamilton (4e duc de Hamilton). Le 28 décembre 1711, il est élu au Parlement pour Midhurst, mais n'a pas d'activité jusqu'à la dissolution qui suit l'avènement de George Ier. Pendant ce temps, sur la recommandation de William Cowper, 1er comte Cowper, il est nommé Juge puîné à la Cour du banc du Roi, et est assermenté en conséquence le 22 novembre 1714 et anobli .
Sur la question de la prérogative soumise aux juges en janvier 1718, que la garde des petits-enfants royaux soit dévolue au prince de Galles ou au roi, Pratt opine avec la majorité de ses collègues en faveur de la Couronne. Il est l'un des commissaires du grand sceau dans l'intervalle (18 avril-22 mai 1718) entre la démission du Lord chancelier Cowper et le transfert du sceau au gardien Parker (futur comte de Macclesfield). Il succède à ce dernier le 15 mai en tant que lord du tribunal suprême, admis au Conseil privé le 9 octobre .
Dans l'affaire Colbatch v. Bentley, en 1722 (voir John Colbatch, Richard Bentley), il résiste à l'influence combinée de Robert Walpole et de Lord Macclesfield, que Bentley a engagée dans son intérêt. Walpole ne pouvait l'expliquer qu'en supposant que Pratt était conscient d'avoir "atteint le sommet de sa carrière". Son traitement du jacobite Christopher Layer ternit sa réputation .
Vers 1705, Pratt achète le manoir de Stidulfe's Place, qu'il rebaptise Wilderness, dans la paroisse de Seal, Kent ; également, en 1714, le prieuré de Bayham, dans la paroisse de Frant, dans le Sussex. Il meurt chez lui, à Great Ormond Street, à Londres, le 24 février 1725 .

## Famille
Il s'est marié deux fois. Par sa première épouse, Elizabeth, fille de Henry Gregory, recteur de Middleton-Stoney, Oxfordshire, il a quatre filles et cinq fils. Par sa deuxième épouse Elizabeth, fille de Hugh Wilson, chanoine de Bangor, il a quatre fils et quatre filles. Son héritier est John, son quatrième fils de sa première femme (voir Robert Tracy). Charles Pratt (1er comte Camden) est le troisième fils du deuxième mariage. Sa fille Grace, issu de son premier mariage, épouse sir John Fortescue Aland (en) et Jane, sa deuxième fille de sa deuxième épouse, épouse Nicholas Hardinge ; Anna Maria, sa troisième fille de la même femme, épouse Thomas Barrett Lennard, 16e baron Dacre .